# Шалашявячюте, Риманте
Риманте Шалашявячюте (лит. Rimantė Šalaševičiūtė; род. 25 февраля 1954, Варняй) — литовский юрист, омбудсмен, политический и общественный деятель, министр здравоохранения Литвы (2014—2016; покинула пост после взятки).

## Биография
Риманте Шалашявячюте родилась 25 февраля 1954 года в Варняе. В 1976 году окончила юридический факультет Вильнюсского университета. Работала преподавателем в университете. Работала в структурах муниципального правительства Вильнюса.
С 1990 по 1995 год работала секретарём Секретариата Вильнюсского городского совета. С 1995 по 2003 год работала советником омбудсмена Сейма. С 2003 по 2005 год была омбудсменом Сейма. В то же время была членом совета директоров ЮНИСЕФ в Литве. С 2012 по 2016 год была членом Сейма. В это время с 2014 по 2016 год входила в правительство Альгирдаса Буткявичюса, как министр здравоохранения Литвы.
С 2001 года была членом Литовской социал-демократической партии. 14 августа 2014 предложила убивать бедных больных заявив, что «Эвтаназия может быть хорошим выбором для бедных людей, которые в силу бедности не имеют доступа к медицинской помощи».
В феврале 2016 года, была вынуждена уйти из Сейма и оставить пост министра здравоохранения после того, как она публично призналась в даче взятки врачу.